# یه‌رین ها
یه‌رین ها (انگلیسی: Yerin Ha؛ زادهٔ ۱۶ ژانویه ۱۹۹۸) بازیگر اهل استرالیا است. او بیشتر برای نقش کوان ها در هیلو (۲۰۲۲–۲۰۲۴)، مینی‌سریال رفتار بد (۲۰۲۳) محصول استن، و مجموعه بازماندگان (۲۰۲۵) محصول نتفلیکس شناخته می‌شود.

## اوایل زندگی و تحصیلات
یه‌رین ها در ۱۶ ژانویهٔ ۱۹۹۸ در سیدنی، استرالیا، از والدینی اهل کره جنوبی به دنیا آمد. مادربزرگ او، سون سوک، بازیگر و سیاستمدار کره‌ای است و والدینش در مدرسهٔ تئاتر با یکدیگر آشنا شدند.
ها در ۱۵ سالگی و در ادامهٔ سنت خانوادگی تصمیم گرفت بازیگری را در کره جنوبی دنبال کند و در آزمون ورودی دبیرستان هنرهای که‌وون در سئول پذیرفته شد؛ جایی که به مدت سه سال آموزش دید. او سپس در سال ۲۰۱۸ با مدرک کارشناسی هنرهای زیبا در رشته بازیگری با گرایش تئاتر موزیکال از مؤسسهٔ ملی هنرهای نمایشی استرالیا فارغ‌التحصیل شد.

## حرفه
ها در سال ۲۰۱۹ در تئاتر سالار مگس‌ها تولیدشده توسط کمپانی تئاتر سیدنی در تئاتر راسلین پکر نقش «موریس» را در کنار میا واشیکوفسکا و الیزا اسکانلن ایفا کرد. او نخستین حضور تلویزیونی خود را با ایفای یک نقش تکرارشونده در مجموعه آمریکایی-فرانسوی ریف بریک تجربه کرد.
در همان سال اعلام شد که‌ها در اقتباس تلویزیونی بازی ویدئویی هیلو، به تهیه‌کنندگی استیون اسپیلبرگ، انتخاب شده و قرار است نقش شخصیت جدیدی به نام «کوان ها» را بازی کند. این مجموعه در سال ۲۰۲۲ از پارامونت پلاس پخش شد.
در نوامبر ۲۰۲۱، انجمن انتخاب بازیگران استرالیا او را به‌عنوان یکی از ستاره‌های نوظهور معرفی کرد.
ها سپس در مجموعه تلویزیونی تروپو محصول ای‌بی‌سی در نقش «آه راه» حضور یافت و نخستین تجربهٔ سینمایی‌اش را با فیلم سیسی پشت سر گذاشت. این فیلم نخستین بار در جشنوارهٔ جنوب از جنوب غربی در سال ۲۰۲۲ به نمایش درآمد. او همچنین در مجموعهٔ رفتار بد محصول استن ایفای نقش کرد؛ اقتباسی چهار قسمتی از رمان با همین نام نوشتهٔ ربکا استارفورد.
در اوت ۲۰۲۴، ها برای ایفای نقش سوفی بک، معشوقهٔ بندیکت بریجرتون، در فصل چهارم مجموعه بریجرتون انتخاب شد. داستان این فصل بر اساس سومین کتاب از مجموعه رمان‌های بریجرتون با عنوان پیشنهادی از یک جنتلمن نوشتهٔ جولیا کوئین ساخته شده است.
او همچنین در مجموعه پیش‌درآمد تلماسه از شبکهٔ اچ‌بی‌او با عنوان تلماسه: پیشگویی در نقش کاشای جوان ظاهر شد که در نوامبر ۲۰۲۴ منتشر شد.
در سال ۲۰۲۵، ها در مجموعهٔ محصول نتفلیکس با نام بازماندگان نقش‌آفرینی کرد.